# リー・ピアソン
リー・ピアソン（Lee Pearson、1981年1月4日 - ）は、アメリカのドラマー。
メリーランド生まれ。ボルチモアのハイスクールから、マンハッタン音楽院を卒業し、デューク・エリントン楽団やロイ・エアーズ・バンドのメンバーを歴任し、2009年からはハンク・ジョーンズ率いるグレート・ジャズ・トリオのドラマーとして日本にも数回来日している。

## 演奏スタイル
テクニカルで、手数も多く高速なドラムプレイが特徴。一方、繊細な曲でも一流の演奏を見せる技術を兼ね、ハンドドラム、シェイカーの併用など大変多彩である。ハンクはコンサート中に数曲は比較的長いドラム・ソロを任せている。
また演奏中のパフォーマンスも、ドラムを叩きながら上着を脱ぐ、曲中で複数のスティックを使い分ける、バスドラムの前面をスティックで叩く、目隠しをして演奏する、頭にスティックを乗せたまま演奏する、フィルインで床を叩く等、音のみにとどまらず、見ていて非常に滑稽な演奏をみせてくれる。

## ディスコグラフィ
参加アルバム
- ワールド・サキソフォン・カルテット Political Blues (Justin Time) 2006年
- グレート・ジャズ・トリオ 『ジャム・アット・ベイシー』 - Jam at Basie featuring Hank Jones（2009年8月録音）(Menkoi) 2009年。（一関市「ベイシー」におけるライヴ。クリスタルディスク特別盤。）その後、通常版 (Happinet) 2010年。
- グレート・ジャズ・トリオ 『ラスト・レコーディング』 - Last Recording（2010年2月録音）(Eighty-Eight's) 2010年（ハンク・ジョーンズの遺作[1]）
- 寺久保エレナ North Bird  (King) 2010年
- 寺久保エレナ New York Attitude (King) 2011年
- スパイロ・ジャイラ The Rhinebeck Sessions (Crosseyed Bear Productions) 2013年